# Estrada de Ferro Trombetas
Estrada de Ferro Trombetas é uma ferrovia de uso industrial, pertencente à Mineração Rio do Norte (MRN), operando no estado do Pará transportando bauxita.

## História

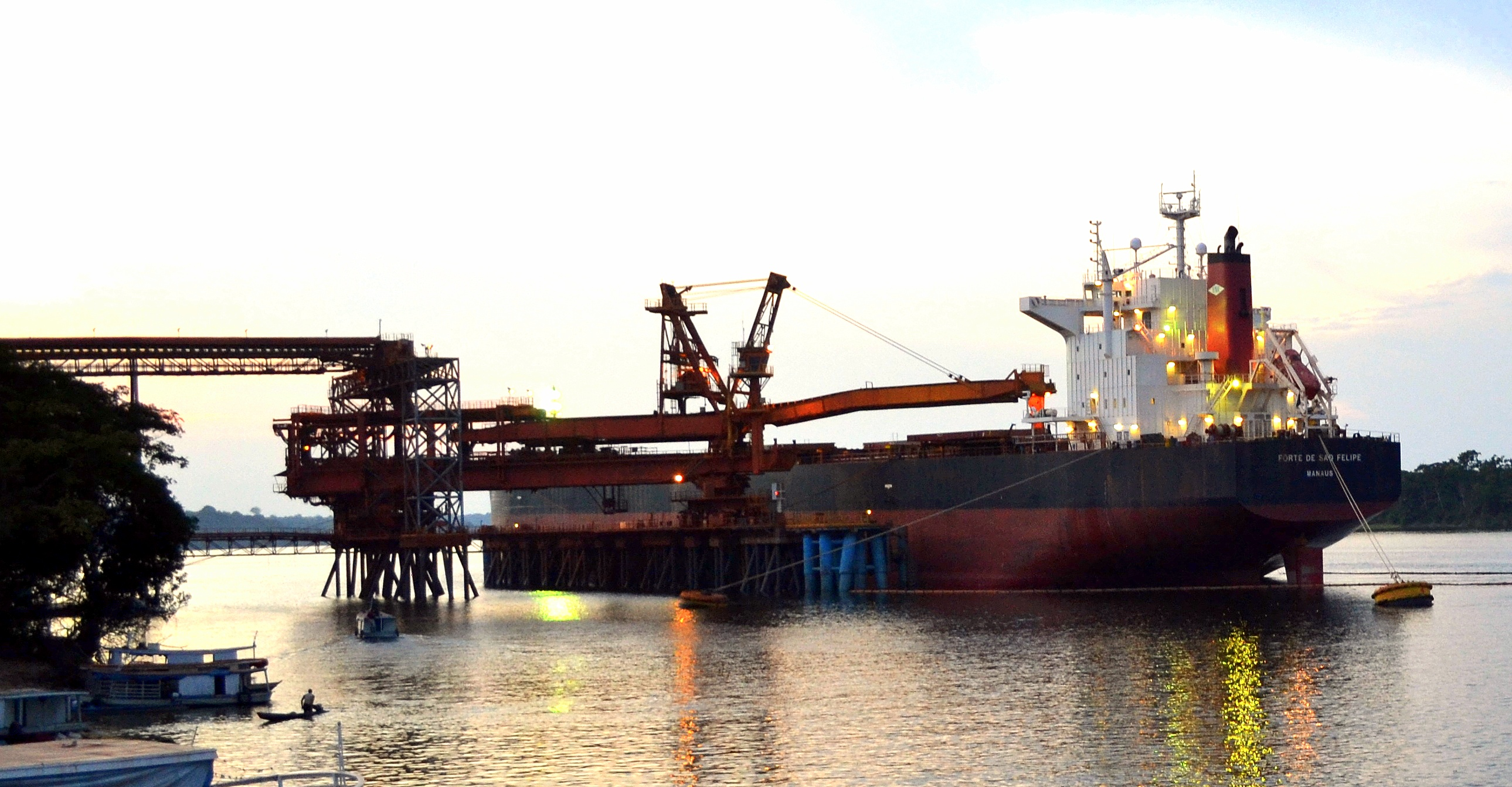
Carregamento de bauxita em navio no Porto Trombetas

A descoberta da primeira reserva comercial de bauxita de Trombetas foi feita em 1967 pelo geólogo Igor Mousasticoshvily, nos platôs do Saracá, sob direção da canadense Alcan.
No mesmo ano, foi criada a Mineração Rio do Norte, uma sociedade entre a Vale do Rio Doce e a Alcan.
Em 1978, foi editado Decreto de outorga de concessão n.º 81.889, de 5/7/78, à Empresa Mineração Rio do Norte S.A., com o direito de construção, uso e gozo de uma estrada de ferro, ligando as minas de bauxita de Serra do Saracá, município de Oriximiná (PA), ao distrito de Porto Trombetas (PA).
A estrada de ferro tem cunho industrial. O primeiro embarque de bauxita com destino às fábricas da Alcan no Canadá ocorreu em 1979, ano de em que foi iniciada a operação na ferrovia. A partir de 1984, a MRN começou a fornecer bauxita para a Alumar, subsidiária da Alcoa, em São Luís (MA).
Em 1995, foi inaugurada a Alunorte, que também recebe bauxita de Trombetas.
Em 2023, a Vale vendeu os 40% da participação que detinha na Mineração Rio do Norte (MRN) para a Ananke Alumina, uma empresa afiliada à Norsk Hydro ASA (Hydro).
Após o processo de extração e beneficiamento, a bauxita é transportada da mina até o porto, ao longo de uma ferrovia de 28 km. Na operação, são utilizados trens de 46 vagões. 

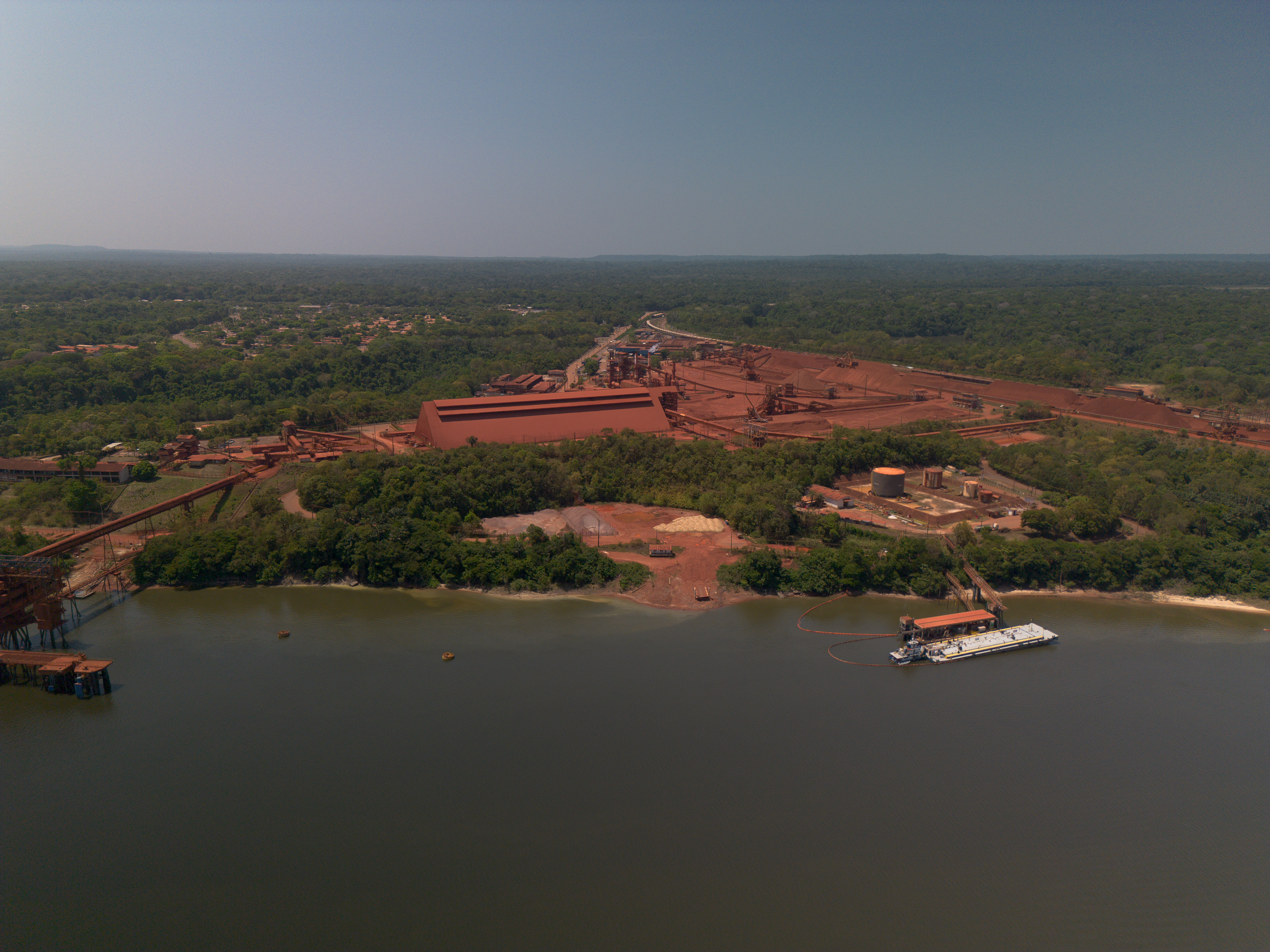
Porto Trombetas

## Informações Gerais
- Extensão do trecho: 28 km;
- Bitola: 1,00 m;
- Tração: diesel

## Frota de locomotivas
A frota de locomotivas da EFT é composta por maquinas de pequeno porte e baixa potência (G12) e locomotivas novas e mais potentes (C22-7i), possuindo um total de 10 locomotivas.

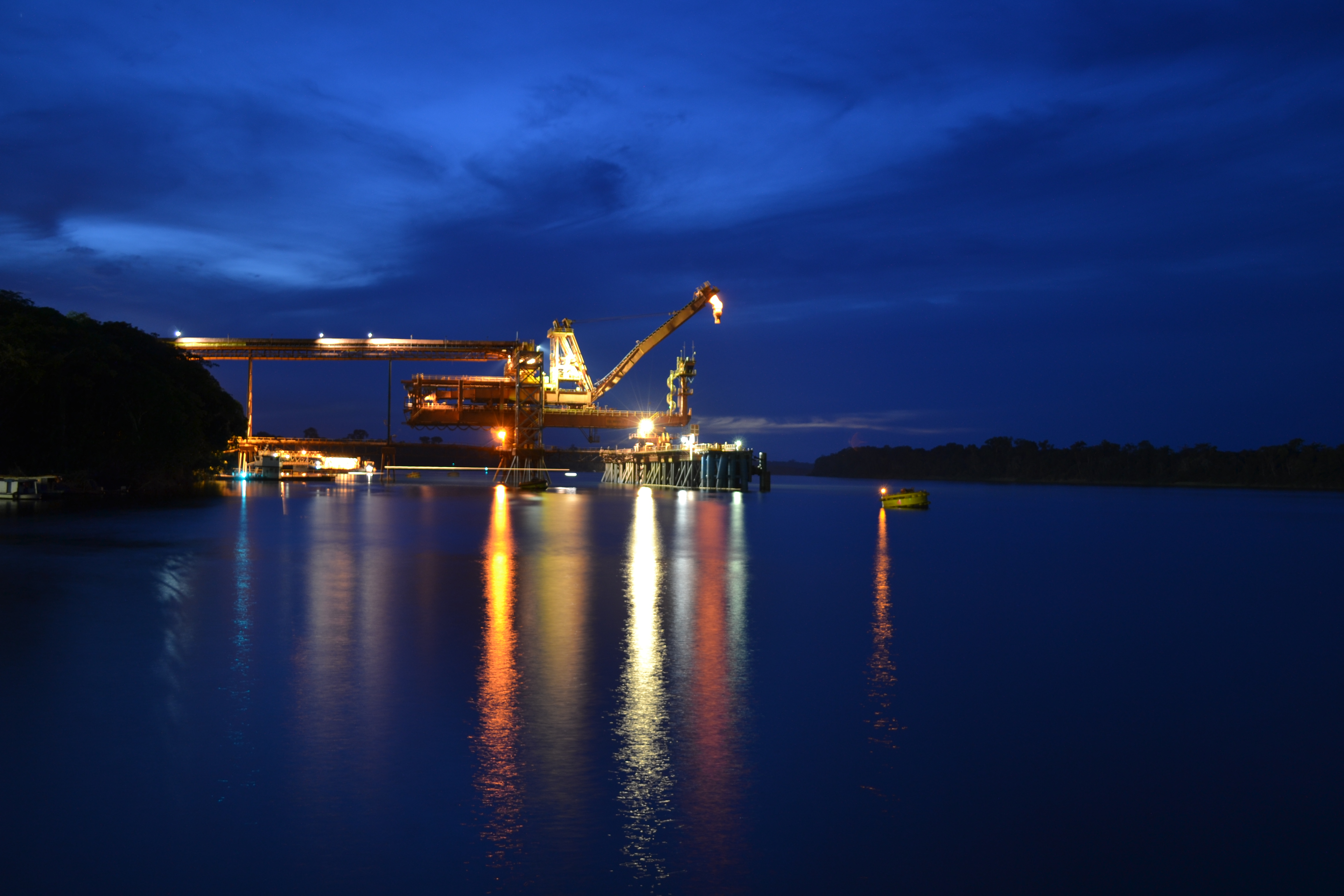
Porto Trombetas

## Transporte Realizado
Em 1997 transportou 9,6 milhões de toneladas de mercadorias (bauxita), equivalente a 288 milhões de TKU, empregando 60 funcionários.
Em 2022, a MRN produziu 12,3 milhões de toneladas de bauxita, sendo a maior produtora do país